# 天主教巴約訥教區
天主教巴約訥教區（拉丁語：Dioecesis Baionensis (-Lascurrensis et Oloronensis)）是法國一個羅馬天主教教區，屬波爾多總教區。
教區成立時間有5世紀到1030年等多種說法，1909年6月22日主教加銜萊斯卡和奧洛龍。
教區位於比利牛斯-大西洋省，2004年有教友570,000人（佔轄區總人口85.2%）、六十九個堂區、402名司鐸。現任教區主教為馬爾谷·阿耶。